# Isonychus cervinodes
Isonychus cervinodes är en skalbaggsart som beskrevs av Frey 1965. Isonychus cervinodes ingår i släktet Isonychus och familjen Melolonthidae. Inga underarter finns listade i Catalogue of Life.